# Onam
L'Onam est un festival des moissons du Sud de l'Inde, célébré en particulier au Kerala. 
Aligné sur un calendrier lunaire, sa date varie dans le calendrier grégorien entre août et septembre et correspond à la pleine Lune. Cette fête commémore la venue du roi légendaire Maveli. Les festivités durent pendant 10 jours et sont liées à plusieurs éléments de la culture et la tradition du Kérala. On y fait des décorations florales, on y élabore des banquets, on y fait des courses de bateau, Puli Kali et la danse Kaikottikali.

## Signification
Onam est une fête ancienne qui survit encore dans les temps modernes. La fête de la récolte du riz du Kérala, et la fête des fleurs de la pluie qui tombe le mois Malayâlam de Chingam, célèbrent la visite annuelle du très noble Démon Roi Maveli. Onam est unique depuis que Roi Maveli est révéré par le peuple du Kérala depuis la préhistoire.
De ce que dit la légende, le Kérala a témoigné son ère d'or durant le règne du Roi Maveli. Tout le monde dans l'état était joyeux et prospère, le roi était très apprécié par ses sujets. Il était tant apprécié par ses sujets que même les Dieux sous Indra étaient jaloux de Maveli. Ils allèrent vers Mahavishnu en lui disant que Maveli est maintenant équivalent à un Indra. Puisqu'un monde avec deux Indras représente le déséquilibre, Mahavishnu assuma la forme d'un nain : il piégea Maveli au Pathalam, le Sous-monde. Même si Maveli est égal à un Indra, il doit attendre jusqu'au prochain Yuga où il pourra être un Indra. Pendant ce temps, avec la grâce de Mahavishnu, Maveli visite son peuple sur une base annuelle. Mahavishnu sert Maveli comme gardien du portail du monde de Pathalam comme le roi lui-même sert ses plus grands dévoués.

## Légende populaire
« Lors du règne de Maveli, le Kerala a vécu son âge d’or. Le Roi Maveli, le plus généreux des hommes, était adoré par l’ensemble de ses sujets. Tellement apprécié que les dieux eux-mêmes en étaient jaloux. Ils s’en lamentèrent auprès de Vishnu (dieu suprême). Vishnu décida de mettre ce souverain absolu à l’épreuve. Il se déguisa et alla à la rencontre du Roi Maveli. Ce dernier l’accueillit avec joie, et lui promit de lui donner tout ce qu’il pouvait. Vishnu lui répondit : « Je n’ai pas besoin de quelque chose de grand, uniquement de trois traces de pas. – Je te les accorde, répliqua Maveli. ». L’un des servants visionnaires du Roi tenta de le dissuader : « Vishnu va vous réduire en cendres, Ô Majesté. ». Maveli, fidèle à ses valeurs, refusa tout retour en arrière, et tint sa promesse. La première trace de pas que Vishnu demanda fut celle sur la Terre. Maveli perdit son royaume. La seconde fut celle sur le ciel. Maveli perdit son avenir. Il n’avait plus rien à offrir à Vishnu. Pour la troisième trace de pas, il offrit donc au dieu suprême sa propre tête. Vishnu lui marcha dessus. Depuis ce jour, Maveli est prisonnier des enfers terrestres. Pour cette dévotion surhumaine, il fut élevé au titre de « Dieu du monde souterrain », et Vishnu lui accorda une dernière volonté : une fois par an, il est autorisé à remonter sur Terre, et à visiter son peuple si chéri. Depuis ce jour, les Kéralais célèbrent la venue annuelle de leur Roi Maveli, lors de l’Onam ».

## Coutumes
C'est la visite de Maveli qui est célébrée en tant que Onam tous les ans. Les gens en incluant les enfants célèbrent la fête d'une façon grandiose et montrent à leur roi qu'ils sont contents.
Le riche héritage culturel du Kérala vient en sa meilleure forme et son meilleur esprit durant les dix jours de festivités. La plus impressionnante partie de l'Onam est le grand repas nommé Onasadya, préparé au Thiruvonam. C'est un repas qui consiste en 11 à 13 aliments essentiels. L'Onasadya est servi sur des feuilles de bananiers et les gens s'assoient sur un mat sur le sol pour manger leur repas avec leur main, sans aucun ustensile.
Une autre partie enchantant d'Onam est le Vallamkali, la Course du Bateau Serpent, se déroulant sur la rivière Pampa. C'est un endroit coloré pour voir le bateau décoré, orné par les concurrents en chantant des chants.